# АК1-3
АК1-3 «Слава» раніше відомий як ЗА-6 «Санька» — відноситься до класу легких вертольотів, може бути використаний для вирішення широкого кола практичних завдань.
Вертоліт АК1-3 відповідає вимогам Нормольотної придатності гвинтокрилих апаратів нормальної категорії АП-27 і задовольняє міжнародним стандартам за рівнем шуму на місцевості. Вертоліт має Сертифікат типу ТП-0008, виданий Державіаслужбою України 30.06.2006 року.
Маса порожнього вертольота становить 390 кг, що дозволяє транспортувати його на невеликому автопричепі для легкового автомобіля. Одночасно причіп — це мобільний злітно-посадковий майданчик для вертольота.

## Створення
Створене в 1999 році ТОВ «КБ Аерокоптер» (м. Полтава) розробило технічну документацію й створило дослідний зразок двомісного вертольота АК-1 (ЗА-6 «Санька»). Вертоліт призначений для виконання різних видів авіаційних робіт, у тому числі авіапатрулювання ліній електропередач, газо- і нафтопроводів, навчання курсантів, ділових і аматорських польотів. На базі ЗА-6 планується створення трьох- і чотиримісного вертольота, організація серійного виробництва, сертифікації, сервісного обслуговування.
У створенні нової машини брали участь і фахівців з інших організацій і міст: всі аеродинамічні розрахунки тягової системи виконали вчені Харківського інституту льотчиків, міцнісні й ресурсні випробування лопатей проводяться в Харківському аерокосмічному університеті, допомога у виготовленні агрегатів головного редуктора надавалась моторобудівниками із Запоріжжя.

## Перший політ
Перший неофіційний підйом вертольота 7 жовтня 2001 року здійснив заслужений льотчик-випробувач СРСР Полуйчик Станіслав Дем'янович. Він же офіційно підняв у повітря ЗА-6 12 жовтня 2001 року.

## АК1-3 за кордоном
1 вересня 2009 р. керівник Організації авіаційної і космічної промисловості (ОАКП) Ірану Сейед Джавад ібн Аль-Реза оголосив про підписання угоди з компанією «Полтава гелікоптер» щодо передачі Ірану технології виробництва вертольота, що дасть можливість Ірану збирати його на своїй території
13 листопада 2009 р. компанія Perla Group International оголосила про покупку «КБ Аерокоптер» та намір перенести виробництво гелікоптерів до ОАЕ.

## Практичні завдання
- моніторинг територій і об'єктів;
- ведення розшукових робіт;
- геологорозвідувальні роботи, аерознімання місцевості;
- навчання техніці пілотування і тренування льотного складу;
- виконання авіаційно-хімічних робіт;
- прогулянкові і ділові польоти;
- авіаційний спорт.

## Загальна характеристика вертольота АК1-3

### Одногвинтова схема вертольота
Вертоліт АК1-3 виконаний за одногвинтовою схемою з кермовим гвинтом, складається з полозкового шасі, трубчастої рами, силової підлоги, на який установлюється кабіна, виготовлена з композиційних матеріалів, силової установки, головного редуктора, тягової системи й підкісної хвостової балки з редуктором, кермовим гвинтом та оперенням.

### Кабіна вертольота
Кабіна вертольота забезпечує вільне розміщення двох членів екіпажа. Ширина кабіни на рівні плечей становить 1200 мм (у вертольота R.22 — 1055 мм). Велика площа скла забезпечує екіпажу гарний огляд у всіх напрямках. Сидіння льотчиків мають можливість регулювання на землі, обладнані поясними й плечовими ременями безпеки.

### Пілотажне-навігаційне обладнання
Пілотажне-навігаційне обладнання вертольота дозволяє виконувати польоти в простих метеорологічних умовах удень за правилами візуальних польотів. За бажанням замовника на вертоліт може бути встановлена система бортової навігації GPS. Система бортової реєстрації параметрів польоту перебуває в стадії розробки.

### Гвинти
Тяговий гвинт трилопатевий із пружним кріпленням лопатей. Лопаті виконані з композиційних матеріалів, мають по радіусу нелінійну крутку й змінну відносну товщину профілю.
Кермовий гвинт дволопатевий з одним загальним горизонтальним шарніром. Лопаті кермового гвинта виготовлені з композиційних матеріалів.

### Двигун
На вертольоті встановлена силова установка на базі поршневого двигуна рідинного охолодження EJ-25 «Subaru», що працює на автомобільному бензині з октановим числом 95 та ЕБУ двигуна Январь-5.1. Державіаслужба директивою льотної придатності ДЛП-0882-13 встановила можливість використання двигуна Subaru EJ-25 на вертольотах АК1-3 не більше 500 годин від початку експлуатації.
Крутний момент від двигуна через пасову передачу з обгінною муфтою передається на приводний вал головного редуктора.

### Система керування
Система керування механічна. Проводка керування в каналах загального й циклічного кроку жорстка, у шляховому каналі — змішана. Вертоліт оснащений системою обігріву й вентиляції кабіни з обдувом скла, що дозволяє комфортно виконувати польоти в зимових умовах.

## Аварії та катастрофи
25.06.2013 о 07:17 при виконанні навчально-тренувального польоту по колу в районі а/д Кременчук (Велика Кохнівка) на вертольоті АК1-3 UR-HAU, що експлуатувався Кременчуцьким льотним коледжем Національного авіаційного університету, між 2-м та 3-м розворотом, сталася відмова двигуна, в зв'язку з чим екіпаж виконав вимушену посадку за межами аеродрому. На борту ПС знаходилось двоє людей — інструктор та курсант. Вертоліт зруйнувався, обидва члени екіпажу отримали травми та були доставлені в лікарню.

## Порівняння з аналогами
| Модель               | Країна    | Кількість місць | Потужність, к.с. | Максимальна злітна маса, кг | Корисне навантаження, кг | Максимальна швидкість, км/год | Дальність польоту, км | Ціна, тисяч дол. США                                          |
| -------------------- | --------- | --------------- | ---------------- | --------------------------- | ------------------------ | ----------------------------- | --------------------- | ------------------------------------------------------------- |
| АК1-3 «Слава»        | Україна   | 1-2             | 1 х 156          | 650                         | н/д                      | 186                           | 350                   | 170                                                           |
| Skyline SL-222       | Україна   | 2               | 2 х 90           | 637                         | н/д                      | 194                           | 550                   | 149                                                           |
| Skyline SL-231       | Україна   | 2-3             | 1 х 210          | 882                         | н/д                      | 209                           | 600                   | 195                                                           |
| Беркут-ВЛ            | Росія     | 2               | 1 х 147/150      | 785/830                     | н/д                      | 174/185                       | 600/820               | 200                                                           |
| Safari 400           | Канада    | 2               | 1 х 180          | 725                         | 181                      | 160                           | 400                   | 70-137(кіт набір, залежно від ступеня зборки)/168,8 (готовий) |
| Alpi Syton AH 130    | Італія    | 2               | 1 х 130          | 580                         | н/д                      | 190                           | н/д                   | 247                                                           |
| DF Helicopters DF334 | Італія    | 2               | 1 х 115          | 500                         | н/д                      | 150                           | 300                   | н/д                                                           |
| Heli-Sport CH-7      | Італія    | 2               | 1 х 115          | 450                         | 170/220                  | 190                           | 480                   | 115 (ціна набору для самостійної збірки)                      |
| Robinson R22         | США       | 2               | 1 х 131          | 635                         | 176                      | 190                           | 385                   | 270                                                           |
| Rotorway A600 Talon  | США       | 2               | 1 х 167          | 680                         | 243                      | 185                           | 320                   | 98 (ціна набору для самостійної збірки)                       |
| Sikorsky S-300       | США       | 2-3             | 1 х 190          | 930                         | н/д                      | 176                           | 325                   | 350                                                           |
| Eagle Helicycle      | США       | 1               | 1 х 150          | 386                         | н/д                      | 177                           | 257                   | 38.5                                                          |
| Guimbal Cabri G2     | Франція   | 2               | 1 х 145          | 700                         | н/д                      | 185                           | 700                   | 375                                                           |
| Cicaré CH-12         | Аргентина | 2               | 1 х 180          | 700                         | н/д                      | 205                           | н/д                   | н/д                                                           |